# Ivanovo Selo
Ivanovo Selo – wieś w Chorwacji, w żupanii bielowarsko-bilogorskiej, w mieście Grubišno Polje. W 2011 roku liczyła 264 mieszkańców.